# Francis Cowley
Francis Cowley (sinh ngày 28 tháng 11 năm 1957) là một cầu thủ bóng đá người Anh thi đấu ở Football League, ở vị trí tiền vệ chạy cánh.